# Màu da

Mật độ các màu da trên thế giới

Màu da loài người có thể có nhiều sắc, từ rất đậm cho đến rất nhạt gần như không màu (và ở những người này, da có nước màu trắng hồng do màu máu ẩn hiện lên trên). Màu sắc của da là do lượng sắc tố melanin trong da, nhiều thì làm da đậm đen lại, ít thì làm da nhạt đi. Nói chung phái nữ có ít melanin hơn phái nam.
Người có tổ tiên sinh sống vùng nắng nhiều, nhiệt độ cao có da đậm đen, trong khi da người có tổ tiên sống vùng ít nắng, ôn đới trắng hơn. Tuy nhiên càng về sau này càng có sự pha trộn giữa các sắc dân, nên màu da có nhiều sắc khác nhau.

## Sắc tố Melanin và gen
Melanin có hai kiểu: pheomelanin (màu đỏ) và eumelanin (nâu đậm gần như màu đen). Cả số lượng lẫn kiểu được xác định bởi bốn tới sáu gen mà vận hành ở dưới incomplete dominance. Một sao chép của toàn bộ những gen đó được thừa hưởng được từ người cha và một từ mẹ. Mỗi gen có nhiều loại allele, dẫn đến sự đa dạng của màu da.
Da đậm giúp chống lại các loại ung thư da được gây ra bởi đột biến trong những tế bào tạo ra bởi tia cực tím. Những người da nhạt có quanh một nguy cơ chết vì ung thư da gấp mười hơn những người da đậm, dưới những điều kiện giống nhau. Hơn nữa, da đậm ngăn ngừa UV-A phá hủy folate của vitamin B. Folate cần cho sự tổng hợp của DNA trong tế bào và mức quá thấp của folate trong phụ nữ có thai có liên quan đến những khuyết tật khi sinh.
Vào thời Trung cổ, những nhà quý tộc giàu có sỡ hữu làn da sáng là người có sức khỏe, khác với làn da đen sạm do tầng lớp thấp nên phải làm việc tay chân mệt nhọc nên có làn da đen, làn da trắng được xem là phong cách vào thời đó